# Гадив (нефтяная компания)
Gadiv (ивр. גדיב תעשיות פטרוכימיה בע"מ‎ — израильская нефтехимическая компания, дочерняя компания Bazan Group. Офисы Gadiv расположены в Хайфе, Израиль. Компания ежегодно производит и продает более 500 тысяч тонн нефтехимической продукции, включая ароматические соединения, алифатические растворители и промежуточные продукты для химической, фармацевтической, пластмассовой и пищевой промышленности. После масштабной технологической модернизации производственные мощности Gadiv выросли с паспортной мощности 170 000 тонн в год до более чем 500 000 тонн в год.

## История
Компания Gadiv была основана в 1974 году для обслуживания рынков пластмасс и химикатов в Израиле и соседних странах Средиземноморского бассейна. Завод начал работу в 1978 году в Хайфе. В 1994 году завод  полностью принадлежал Oil Refineries Ltd.

## Продукты
- Ароматические соединения:
  - Бензол
  - Толуол
  - Ксилолы (орто-ксилол, пара-ксилол[англ.])
  - Солгад 100 — Ароматический светлый
  - Нафта
  - Солгад 150 — Ароматный Тяжелый
  - Солгад 200 — Ароматный Супер
  - Тяжелый растворитель-нафта
- Алифатические растворители:
  - Гексан
  - ISO гексан
  - Гептан
  - Индивидуальные растворители
- Промежуточные продукты:
  - Фталевый ангидрид